# Maria Teresa de Faria e Melo
Maria Teresa de Faria e Melo (Santa Isabel, Lisboa, 7 de Julho de 1871 — Aveiro, 3 de Novembro de 1929), 1.ª Baronesa da Recosta, foi uma filantropa e desportista portuguesa.

## Família
Nasceu a 7 e foi batizada a 29 de julho de 1871, na freguesia de Santa Isabel, em Lisboa, como filha de Carlos de Faria e Melo, 1.º Barão de Cadoro, e de sua primeira mulher e prima Maria Teresa Pereira de Melo, filha do 1.º Visconde do Barreiro, natural do Rio de Janeiro.

## Biografia
Educada pelos melhores mestres da época, alguns dos quais foram professores dos Reis, passou a sua mocidade em viagens contínuas por Espanha, França e Itália, chegando a fixar residência em Veneza e em Paris e mais tarde em Madrid, onde viveu dois anos, completando, desse modo, uma educação perfeita. Em 1890 veio para Aveiro com seu pai, vivendo na sua Quinta do Cabouco, onde se relizaram algumas festas que marcaram naquele tempo. Por ser uma grande benfeitora da pobreza, cedeu à Rainha D. Amélia de Orleães o Palacete de São Bento, para nele se instalar o Albergue das Crianças Abandonadas. Foi jogadora de ténis e de golfe, além de exímia atiradora.
O título de 1.ª Baronesa da Recosta foi concedido por Decreto de 16 e Carta de 30 de Novembro de 1893 de D. Carlos I de Portugal.

## Casamento e descendência
A 18 de Fevereiro de 1900, casou na igreja paroquial da Glória, em Aveiro, com Mário Ferreira Duarte (Arcos, Anadia, 7 de Novembro de 1869 — Aveiro, 9 de Dezembro de 1939), do qual teve três filhos:
- Mário de Faria e Melo Ferreira Duarte (Esgueira, Aveiro, 25 de Dezembro de 1900 — Pena, Lisboa, 24 de Maio de 1982)
- Carlos Júlio de Faria e Melo Ferreira Duarte (23 de Janeiro de 1904 - 1931)
- Francisco José de Faria e Melo Ferreira Duarte, casado com Maria Manuela Alegre, filha de Manuel Ribeiro Alegre e de sua mulher Margarida Camossa, pais de Manuel Alegre de Melo Duarte e Teresa Alegre Portugal.